# 帰らざる橋
座標: 北緯37度57分22.05秒 東経126度40分14.15秒 / 北緯37.9561250度 東経126.6705972度

共同警備区域の地図。左下にBridge of No Returnが記されている

帰らざる橋（かえらざるはし）は、朝鮮半島中部・板門店の共同警備区域西端に位置する沙川江に架かる橋である。本来の名は沙川橋（サチョンギョ、사천교）。
1953年の朝鮮戦争停戦後の捕虜交換が、この橋で行われた。捕虜達がこの橋の上で南北いずれかの方向を選択すると二度と後戻りすることができないことから、「帰らざる橋」（돌아올 수 없는 다리、逐語訳的には「帰って来ることのできない橋」）と呼ばれるようになった。以来、南北朝鮮分断の象徴となっている。
かつては北朝鮮側から共同警備区域内へ入るためのアクセスルートとして使われていた。しかし、1976年に橋近くの国連軍側警備所付近でポプラ事件が発生。同事件後、共同警備区域内でも軍事境界線が設定され、帰らざる橋が南北の境界線を跨ぐ形となったため、以降は事実上通行できなくなっている。これに伴い、北朝鮮側は上流に新たに「72時間橋」を建設し、現在は同橋が北朝鮮側からの板門店へのアクセスルートとなっている。
2000年に公開された韓国映画『JSA』の舞台ともなった。